# John Fisher Wood
Pour les articles homonymes, voir John Wood et Wood.
John Fisher Wood (12 octobre 1852-14 mars 1899) est un homme politique canadien de l'Ontario. Il est député fédéral libéral-conservateur de la circonscription ontarienne de Brockville de 1882 à 1899. Il est ministre dans les cabinets des premiers ministres Mackenzie Bowell et Charles Tupper.

## Biographie
Né à Addison dans le Canada-Ouest, Wood enseigne à Farmsville (aujourd'hui Athens en Ontario). Il étudie le droit avec Christopher Finlay Fraser (en) à Brockville et est nommé au Barreau de l'Ontario en 1876 et au Conseil de la Reine en 1890. Il est avocat des comtés unis de Leeds et Grenville et vice-président du Brockville, Westport and North-Western Railway (en). 
Élu à la Chambre des communes du Canada en 1882, il est vice-président de la chambre de 1890 à 1891. Il est Commissaire du Revenu intérieur de 1892 à 1895 et Commissaire des Douanes de 1895 à 1896. Mécontent de la gestion de Bowell, il démissionne de son poste de ministre et retrouve son poste deux jours plus tard. Il fait partie du groupe de sept ministres réclamant la démission de Bowell et qualifié par ce dernier de nid de traitres (nest of traitors).
Il meurt d'une crise cardiaque à Toronto alors qu'il est toujours en fonction en 1899.